# Байбуртян, Петрос Арамович
Петрос Байбуртян (арм. Պետրոս Արամի Բայբուրթյան; 18 июня (1) июля 1912 — 1995) — армянский художник-живописец, график, член Союза Художников СССР.

## Биография
Родился в 1912 году в Александрополе (ныне Гюмри) в семье ремесленника, в этом городе провёл детство и отрочество.
В 1925 году поступил в художественную студию, позднее названную в честь скульптора С. Д. Меркурова.
В 1931 году художник поступил в Эриваньский художественно-технический техникум и начал участвовать в выставках.
После окончания техникума в 1934 году несколько лет работал в Государственном драматическом театре им. Г. Сундукяна и Государственном театре оперы и балета им. А. А. Спендиарова. В 1938 году принял участие в выставке молодых художников Москвы и сразу же поступил в Московский институт изобразительных искусств.
В 1941—1943 годах участвовал в Великой Отечественной войне, после тяжелого ранения был демобилизован.
В 1948 году он окончил Тартуский художественный институт, после чего полностью сосредоточился на творческой работе.

## Творчество
В 1945 году в Ереване состоялась первая персональная выставка Байбуртяна, в 1969 году — вторая, а в 1982 году (к 50-летию творческой деятельности) — третья.
Работы художника хранятся в различных государственных и частных художественных собраниях, в том числе в Национальной галерее Армении.

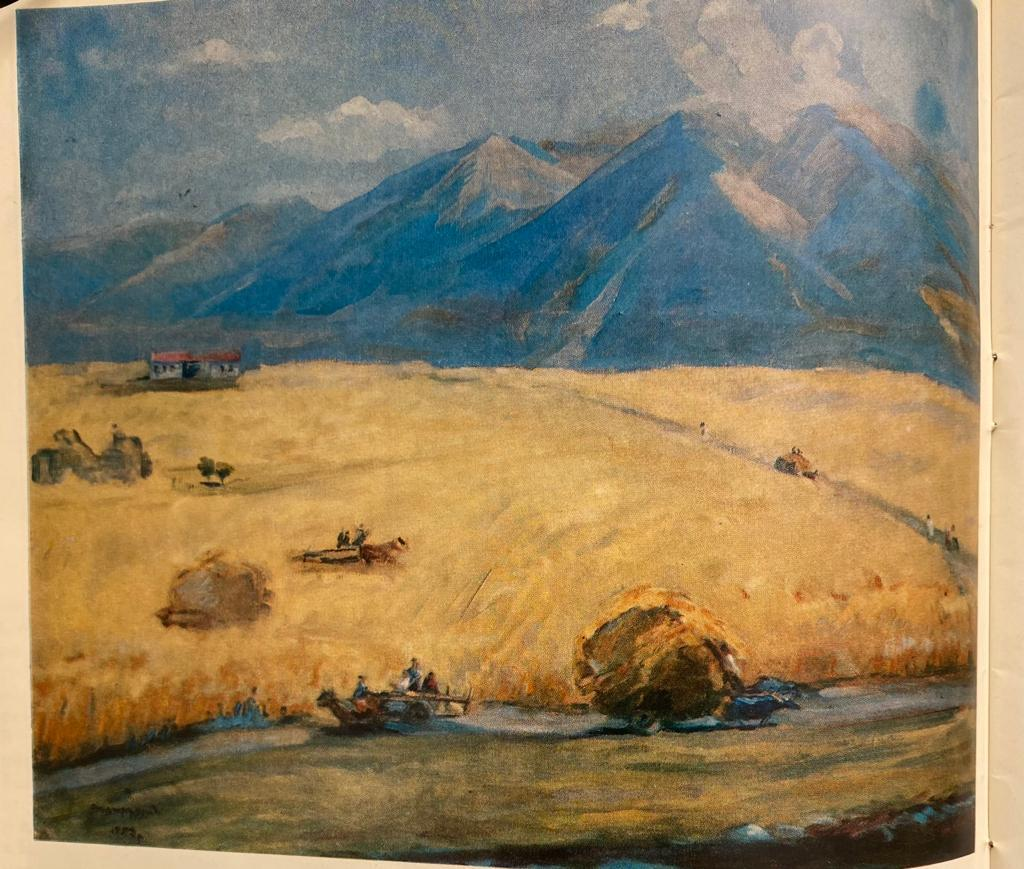
Пейзаж.Дсех.1952

Создавал произведения в жанрах пейзажа, портрета, натюрморта, многие из них изображают родную Армению (озеро Севан, долину Арарата). Большую роль в композиции полотен играет цвет. Байбурцян писал в разных жанрах,  используя «армянские» огненно-жаркие краски для гор и мягкие пастельные для изображения холмов в солнечный день.